# Дигитална дистрибуција
Дигитално преузимање (енгл. Digital download) представља начин куповине музике преко интернета. Принцип се састоји у томе што купац укуца број своје кредитне картице и након извршеног плаћања добија могућност да преузме песму у дигиталном формату и смести је у свој рачунар. Такође, постоје и интернет сајтови на којима је музику могуће преузети бесплатно.